# Tristria discoidalis
Tristria discoidalis är en insektsart som beskrevs av Bolívar, I. 1890. Tristria discoidalis ingår i släktet Tristria och familjen gräshoppor. Inga underarter finns listade i Catalogue of Life.